# Phillips Academy
Pour les articles homonymes, voir Phillips et Andover.
Phillips Academy (appelée également Andover ou Phillips Andover) est un lycée et une école préparatoire renommée située à Andover à environ 40 km au nord de Boston, dans le Massachusetts. Elle accueille des élèves de 15 à 18 ans. Elle obtient un des meilleurs scores du pays à ce qui correspond au baccalauréat en France.

## Histoire
La Phillips Academy a été fondée pendant la Révolution américaine par Samuel Phillips Jr. en 1778. À ses débuts, elle n’était ouverte qu’aux garçons. Le grand sceau de l’école fut dessiné par Paul Revere. John Hancock, l’un des signataires de la Déclaration d'indépendance des États-Unis, élabora les statuts de l’école. George Washington, alors commandant de l’Armée continentale, y prononça un discours et recommanda à ses neveux d'aller y faire leurs études. L’oncle de Samuel Phillips, John Phillips, fonda en 1781 la Phillips Exeter Academy, à Exeter, dans le New Hampshire. Les deux écoles furent désormais concurrentes sur le plan académique et sportif : depuis 1878, les équipes de football américain se rencontrent chaque année. Le nom d'Andover est souvent utilisé pour la désigner afin de distinguer la Phillips Exeter Academy.
Une partie du campus de la Phillips Academy fut conçue par le paysagiste Frederick Law Olmsted, diplômé de l’école et concepteur de Central Park à New York. Les bâtiments d’architecture georgienne s’organisent autour de la Great Lawn (« grande pelouse ») : les principaux sont la Memorial Bell Tower, le Samuel Phillips Hall, le Bulfinch Hall et le Pearson Hall.
En 1973, la Phillips Academy fusionne avec l’Abbot Academy, qui fut dès 1829 la première école pour filles de Nouvelle-Angleterre.

## Description et fonctionnement
Fondée en 1778, Phillips Academy est l’un des internats les plus anciens des États-Unis. Elle possède l’une des dotations les plus importantes pour un établissement d’enseignement secondaire (777,5 millions de dollars en juin 2008). Elle est contrôlée par un conseil d’administration (board of trustees) dirigé par Oscar Tang, un financier et philanthrope de New York. La directrice actuelle de la Phillips Academy est John Palfrey.
La Phillips Academy prépare ses élèves à entrer aux universités Yale et Harvard surtout, Princeton, Stanford, Columbia, Brown et l’université de Pennsylvanie dans une moindre mesure.
Publié à partir de 1831, le journal de l’école intitulé The Phillipian est l’un des plus vieux du pays. La Philomathean Society fut établie en 1825.
En 2008-2009, l’école compte 1 105 élèves de 34 nationalités différentes. L’effectif moyen par classe est de 13 élèves. 42 % des élèves reçoivent une aide financière.
La Phillips Academy emploie 223 enseignants.
L’année scolaire s’organise en trois trimestres de 10 à 12 semaines chacun.

## Campus
Les principaux bâtiments d’enseignement sont :
- Bulfinch Hall  : dessiné par un étudiant du célèbre architecte américain Charles Bulfinch, il fut construit en 1819. Il accueille le département d’anglais.
- Gelb Science Center : baptisé en l’honneur de Richard Gelb, il fut ouvert en janvier 2004 en remplacement de l’Evans Hall, construit en 1963. Il abrite 20 laboratoires, des salles de classe, un observatoire astronomique.

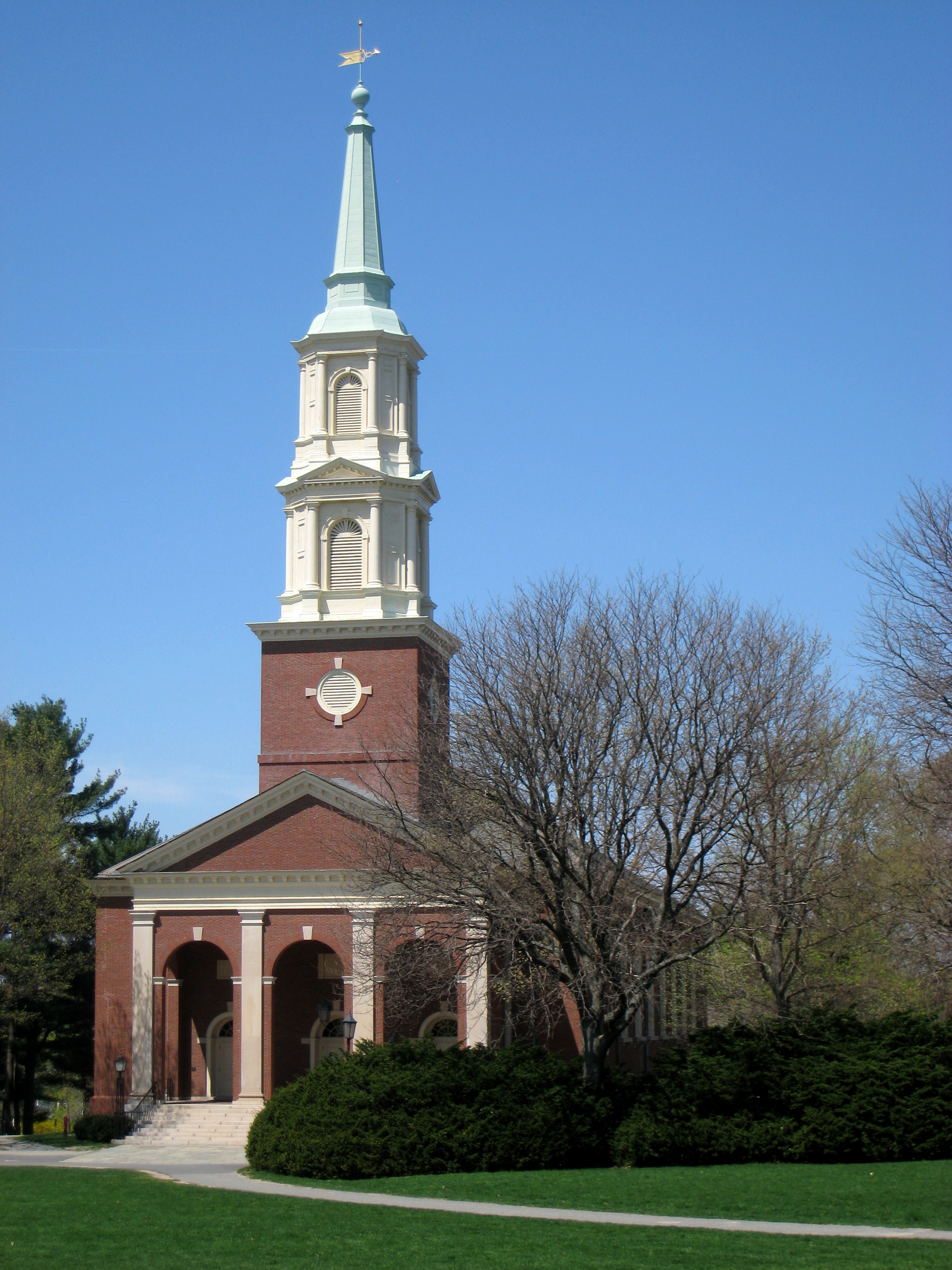
Cochran Chapel

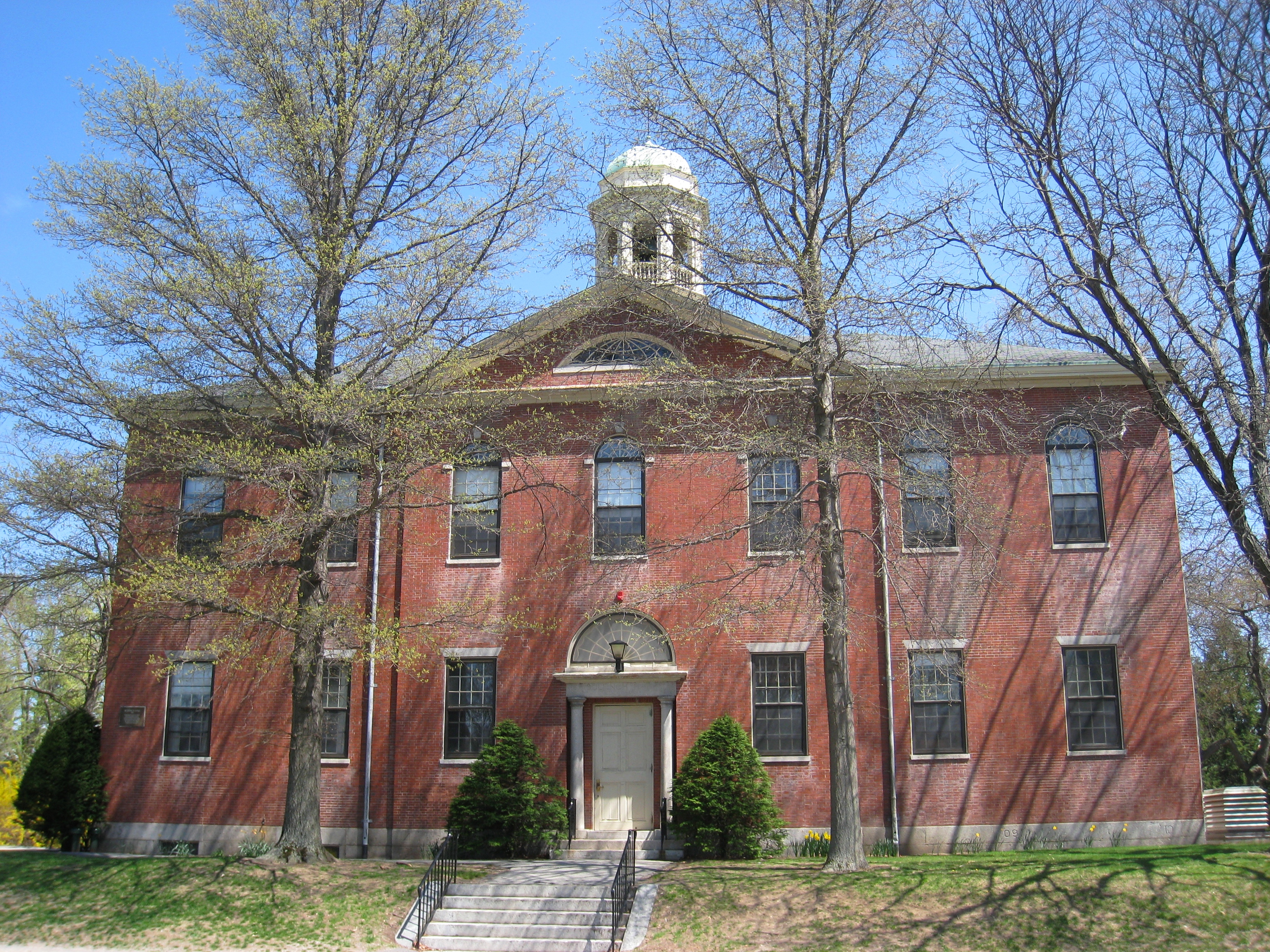
Bulfinch Hall

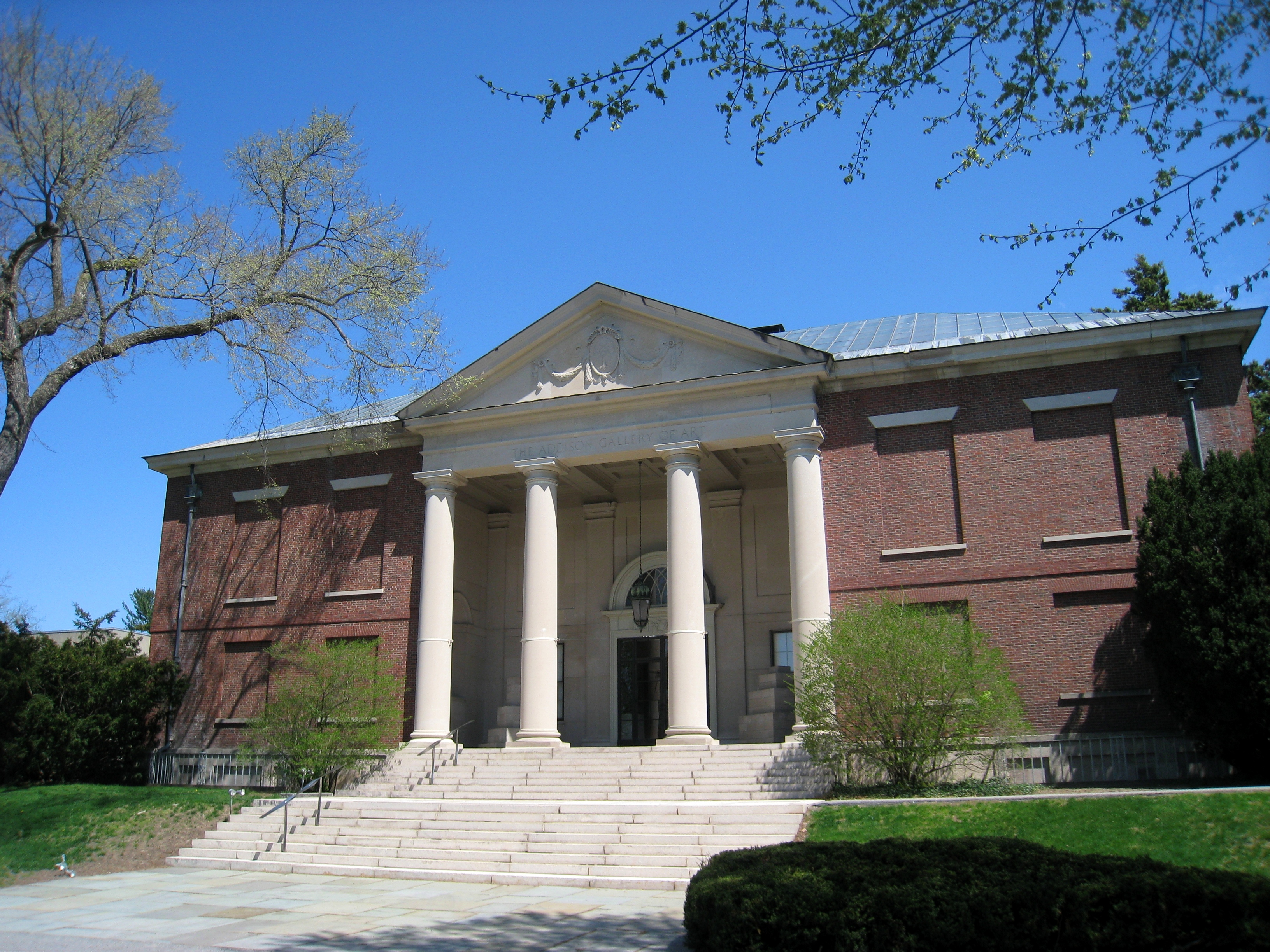
Addison Gallery of American Art

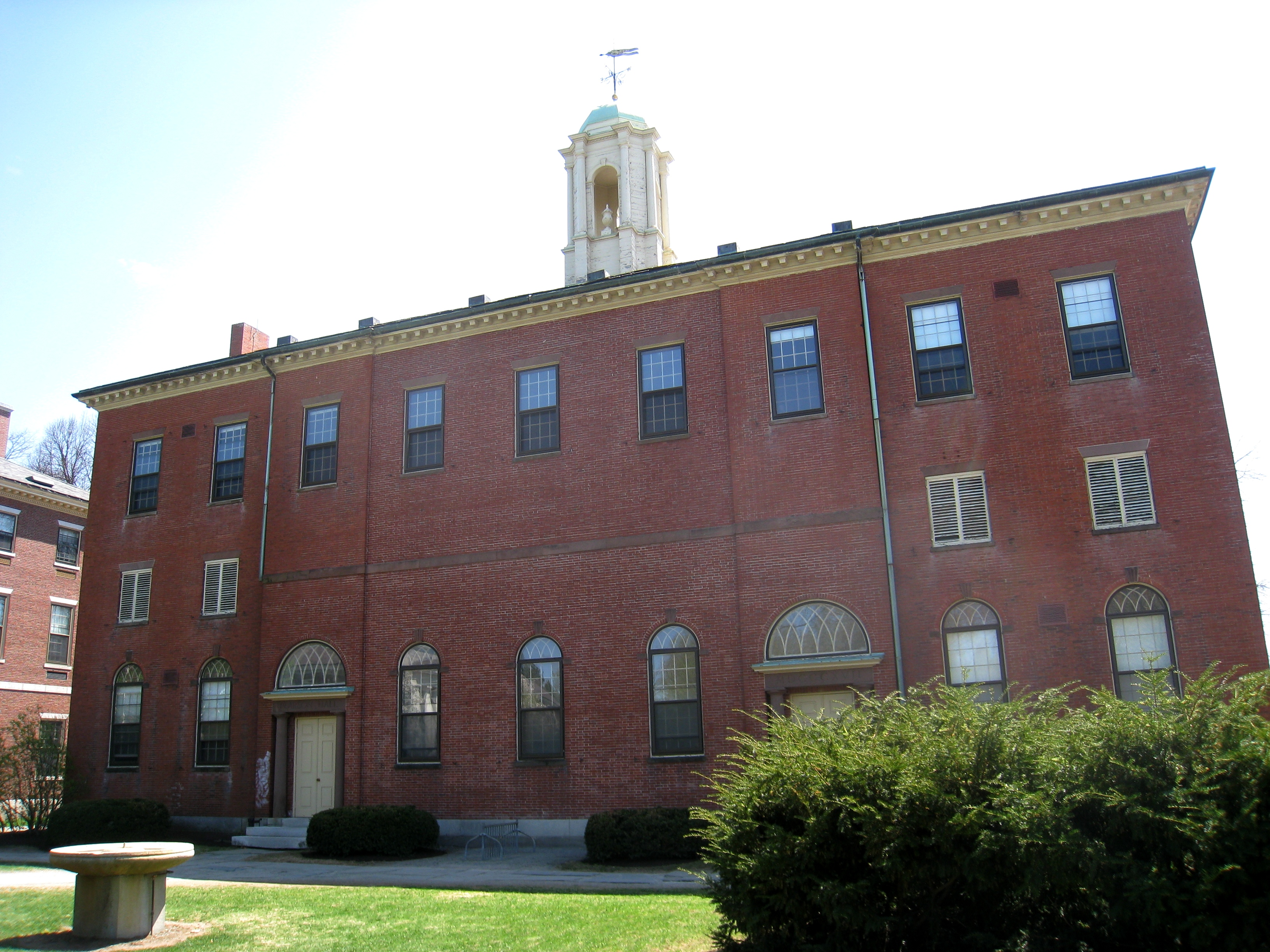
Pearson Hall

- Graham House est occupé par le département de psychologie.
- Morse Hall accueille le département de mathématiques, les publications étudiantes (The Phillipian, Pot Pourri), le CAMD (Community and Multicultural Development) et WPAA, une radio étudiante. Le bâtiment est dédié à Samuel Morse, l’inventeur du code Morse et qui fit ses études à la Phillips Academy au début du XIXe siècle.
- Oliver Wendell Holmes Library (OWHL) fondée en 1929[3], fut baptisée en l’honneur du poète Oliver Wendell Holmes, diplômé en 1825. La bibliothèque compte 120 000 livres[1] et 140 périodiques[3], le Phillips Academy Computer Center (PACC). Il existe des bibliothèques annexes au CAMD, au Brace Center for Gender Studies, au Peabody Museum of Archaeology, à l'Addison Gallery of American Art et à la Cliff Record Library[3]. Le plus ancien document conservé par la bibliothèque est un manuscrit écrit en latin datant de 1443[3].
- Samuel Phillips Hall édifié en 1924 et nommé en l’honneur du fondateur de l’école. Il est dédié aux langues étrangères (centre d’apprentissage des langues, laboratoire de langues), à l’histoire et aux sciences sociales
- Pearson Hall accueille les enseignements de lettres classiques. Il porte le nom du premier directeur de l’académie, Eliphalet Pearson.

Le campus de la Phillips Academy mesure 202,3 hectares. Comme les campus universitaires américains, il met à la disposition des élèves des infrastructures culturelles et sportives :
- Addison Gallery of American Art : le musée du campus qui abrite 16 000 œuvres d’art dont 7000 photographies[4]. Il fut fondé grâce à un ancien élève, Thomas Cochran, en 1931 et se consacre uniquement à l’art américain[4]. Dans les collections permanentes figurent le tableau de Winslow Homer Eight Bells, et des œuvres de John Singleton Copley, Benjamin West, Thomas Eakins, James McNeill Whistler, Frederic Remington, George Wesley Bellows, Edward Hopper, Georgia O'Keeffe, Jackson Pollock, Frank Stella et Andrew Wyeth. Le musée présente également des collections de photographies américaines, d’arts décoratifs et de maquettes de bateaux de l’époque coloniale. L’Addison Gallery of American Art est fermée le temps des travaux d’extension.
- L’autre musée du campus est le Robert S. Peabody Museum of Archeology fondé en 1901 par un ancien élève et consacré aux collections archéologiques amérindiennes[5]. L’entrée est libre[5].
- Cochran Chapel : église d’architecture néo-géorgienne située au nord du campus, est ouverte aux élèves et aux enseignants. Elle sert de cadre à des concerts, des réunions et des conférences. Ouverte en 1932, grâce au don de Thomas Cochran, elle fut dessinée par l’architecte Charles Adams Platt[6]. Son intérieur prend modèle sur le style baroque de Christopher Wren[6]. Les orgues datent de 1981[6].
- Paresky Commons : le réfectoire de l’école.
- George Washington Hall : construit en 1926, il abrite les bâtiments administratifs et culturels (Elson Art Center, Polk-Lillard Electronic Imaging and Audio-Visual Center, Tang Theater, Steinbach Theater) ainsi qu’une poste.
- Graves Hall : consacré à la musique : salles de classe, de concert, médiathèque, studios, etc.
- The Log Cabin se trouve dans la forêt au nord-est du campus. Elle est utilisée par les élèves pour des réunions.
- Le campus compte de nombreux dortoirs pour les élèves internes :
  - America House, où fut écrit l’hymne patriotique America ;
  - Stowe House, où Harriet Beecher Stowe (auteure de La Case de l'Oncle Tom) vécut alors que son mari enseignait au séminaire théologique d’Andover. Elle est d’ailleurs enterrée dans le cimetière situé derrière le Samuel Phillips Hall ;
  - Carriage House : en 1799, le premier président américain George Washington y prononça un discours aux habitants d’Andover ;
  - Plusieurs dortoirs portent le nom d’anciens élèves comme Henry L. Stimson, Secrétaire à la Guerre des États-Unis pendant la Seconde Guerre mondiale, où des personnages ayant joué un rôle dans la fondation de l’école comme Nathan Hale ou Paul Revere.

Les infrastructures sportives permettent la pratique de 30 sports différents : deux patinoires de hockey sur glace, une piscine, un bassin de plongée, huit courts de squash, deux de basket-ball, deux studios de danse, un centre de fitness, 18 terrains pour le sport en plein air (dont le Phelps Stadium), 18 courts de tennis, des bâtiments pour les activités nautiques (aviron notamment).

## Anciens élèves
Par ordre alphabétique 
- John Barres (diplômé en 1978), évêque d'Allentown, puis de Rockville Centre
- Bill Belichick, joueur de football américain, né en 1959
- Paul Bremer (diplômé en 1959)
- Humphrey Bogart, acteur (1899-1957)
- George H. W. Bush (1936 - 1942), 41e président des États-Unis
- George W. Bush (diplômé en 1964), 43e président des États-Unis
- Jeb Bush (diplômé en 1971), gouverneur de Floride
- John Francis Stimson (1883-1958), Architecte puis Antrolopogue et Linguistes en Polynésie Française
- Lincoln Chafee (diplômé en 1971), sénateur
- Carleton Coon, anthropologue
- William Nelson Copley (1919-1996), peintre et collectionneur d'art
- Dana Delany (diplômée en 1974), actrice
- Charles Duits (1925-1991), écrivain
- John Murray Forbes (1813-1898), entrepreneur
- Oliver Wendell Holmes (diplômé en 1825), auteur
- John Kennedy Jr (1976 - 1979), éditeur
- Richard Kerry, père de John Kerry
- Vanessa Kerry (diplômée en 1995), fille de John Kerry
- Jack Lemmon (diplômé en 1943), acteur
- Samuel Morse (diplômé en 1805), inventeur
- Sarah Rafferty (diplômée en 1989), actrice
- Matt Salinger, acteur né en 1960, fils de l'écrivain J. D. Salinger
- Peter Sellars (diplômé en 1975), directeur de théâtre
- James Spader (1977), acteur
- Olivia Wilde, actrice
- Dick Wolf, producteur né en 1956
- Tanya Selvaratnam écrivaine et productrice de films.